# جنیفر وو
جنیفر وو (انگلیسی: Jennifer Wu؛ زادهٔ ۴ ژانویهٔ ۱۹۹۰) یک بازیکن تنیس روی میز اهل جمهوری خلق چین است. 
وی در مسابقات کشوری و بین‌المللی در مجموع برنده ۲ مدال طلا شده‌است.